# Кажымуратов, Сердеш
Сердеш Кажымуратов (каз. Сердеш Қажымұратов; род. 19 марта 1950, аул Ажибай, Казталовский район, Западно-Казахстанская область, КазССР, СССР) — советский и казахстанский актёр, театральный режиссёр

. Заслуженный артист Республики Казахстан (1993), лауреат Государственной премии Республики Казахстан..

## Биография
Родился в ауле Ажибай в семье табунщика. Окончил актёрский факультет Алматинского государственного института искусств (ныне — Казахская национальная академия искусств им. Т. Жургенова). Работал в Карагандинском областном драматическом театре. В 1997—2000 годах — главный режиссёр Западно-Казахстанского областного драмтеатра. Сыграл роли Алибека, Капала (М. Ауэзов, «Айман-Шолпан», «Еңлік-Кебегінде»), Шокана (С. Муканов, «Шокам Уалиханов»), Кодара, Сердали (Г. Мусрепов, «Козы Корпеш — Баян сулу» («Қозы Көрпеш-Баян сүлуы»), «Акан сери — Актокты» («Ақан сері-Ақтоқтысында»)), Бакыта, Алтын-бека (С. Жунусов, «Журавли-журавушки» («Тырау-тырау тырналары»), «Поневоле стала девушкой» («Қысылғаннан қыз болдығында»)), Нияз (Т. Ахтанов, «Печаль любви» («Махаббат мұңында»)), Жангельдина (М. Д. Симашко, «Чрезвычайный комиссар» («Төтенше комиссарында»)) и т. д.
Снялся в более 10 кинофильмах. В фильме «Кузетбастыгы» сыграл роль Курымбая. За исполнение роли Жакая Тайшикова в спектакле С. Жуписова «Равноденствие» получил Государственную премию Казахстана (1986, по другим данным, 1993).

## Награды и звания
- Указом президента Республики Казахстан награждён почётным званием «Заслуженный артист Республики Казахстан» за заслуги в области казахского театрального и киноискусства (1993).
- Государственная премия Республики Казахстан в области литературы и искусства за исполнение роли Жакая Тайшикова в спектакле С. Жуписова «Равноденствие».
- Медаль «20 лет Астане» (2018);
- Указом президента Республики Казахстан от 29 ноября 2019 года награждён орденом «Парасат» — за особые заслуги в развитии театрального и киноискусства Казахстана.[3][4][5]
- Национальная театральная премия «Сахнагер—2019» в номинации «За вклад в развитие театрального искусства».[6][7]
- Почётный гражданин Казталовского района и др.